# Eason Chan
Eason Chen Yik-shun (陳奕迅) (27 de julio de 1974) es un actor y cantante importante dentro de la industria de la música de Hong Kong. Ha sido considerado uno de los cantantes masculinos más dominantes a partir de 1997. Eason Chan ha sido elogiado por la revista Time como precursor de la próxima generación del género Cantopop [cita requerida]. Considerado también como uno de los "dioses de la música" después de Samuel Hui y Jacky Cheung. [cita requerida]
Su álbum en cantonés U87 fue nominado por la revista Time como sus cinco álbumes más vendidos en 2005. Eason Chan fue ganador de los "Premios Melodía de Oro" que obtuvo este prestigio en 2003 y 2009. En 2003, ganó como "Mejor Cantante Masculino" y su "Album of the Year" por su trabajo en lengua mandarín denominado "Un agradecimiento especial". En 2009, Chan ganó como el mejor "Álbum del Año" por su nuevo trabajo de su álbum en mandarín titulado "Don't Want to Let Go". [cita requerida]

## Discografía

### Álbumes de estudio
1. Eason Chan 陳奕迅 (Cantonese, 1996)
2. Tear 一滴眼淚 (Mandarin, 1996)
3. Always With Me 與我常在 (Cantonese, 1997)
4. Preparation 醞釀 (Mandarin, 1997)
5. My Happy Time 我的快樂時代 (Cantonese, 1998)
6. New Life 新生活 (Cantonese, 1998)
7. God Bless Lover 天佑愛人 (Cantonese, 1999)
8. Wedding Blessing 婚禮的祝福 (Mandarin, 1999)
9. Happiness 幸福 (Cantonese, 1999)
10. Nothing Really Matters (Cantonese, 2000)
11. Some Like it Hot 打得火熱 (Cantonese, 2000)
12. Shall We Dance? Shall We Talk! (Cantonese, 2001)
13. It's Me 反正是我 (Mandarin, 2001) - Nominated for "Best Male Singer" in Golden Melody Awards, Harlem Yu was the winner
14. The Easy Ride (Cantonese, 2001)
15. Special Thanks To... (Mandarin,2002) - Won "Best Male Singer" & "Best Album of the year" in Golden Melody Awards, he is the only singer to win these two awards in the same year
16. Five-star home 五星級的家 (Cantonese, 2002)
17. The Line-Up (Cantonese, 2002)
18. Black. White. Gray 黑白灰 (Mandarin, 2003) - Nominated for "Best Male Singer" in Golden Melody Awards, Sky Wu was the winner
19. Live For Today (Cantonese, 2003)
20. Seven 七 (Mandarin, 2003)
21. I Had a Great Time (No release)
22. U87 (Cantonese, 2005) - Recommended by Time Magazine as one of the five best Asian albums worth buying
23. How 怎麼樣 (Mandarin, 2005)
24. Life Continues... (Cantonese, 2006)
25. What's going on...? (Cantonese, 2006)
26. Admit It 認了吧 (Mandarin, 2007) - Nominated for "Best Male Singer" in Golden Melody Awards, Gary Chaw was the winner
27. Listen To Eason Chan (Cantonese, 2007)
28. Soliday (Cantonese, 2008)
29. Don't Want To Let Go 不想放手 (Mandarin, 2008) - Won "Best Album of the year" & nominated for "Best Male Singer" in Golden Melody Awards, Jay Chou was the winner
30. H³M (Cantonese, 2009)
31. 5/F Blissful 上五樓的快活 (Mandarin, 2009) - Nominated for "Best Male Singer" in Golden Melody Awards, David Tao was the winner
32. Time Flies (Cantonese, 2010)
33. Taste the Atmosphere (Cantonese, 2010)
34. Stranger Under My Skin (Cantonese, 2011)
35. ？(Mandarin, 2011)
36. ...3mm (Cantonese, 2012)
37. The Key (Cantonese, 2013)
38. Rice & Shine (Mandarin, 2014)
39. Getting Ready (Cantonese, 2015)
40. C'Mon in~ (Mandarin, 2017)
41. L.O.V.E. (Cantonese, Mandarin & English, 2018)
42. CHIN UP! (Cantonese & Mandarin, 2023)

## Filmografía
- 1997 - Ghost Story - Godmother of Mongkok (旺角大家姐)
- 1998 - Rumble Ages (烈火青春) - as 阿森
- 1998 - City of Glass (玻璃之城) - as秉正
- 2000 - Twelve Nights (十二夜) - as Alan
- 2000 - Jiang Hu - The Triad Zone (江湖告急)- as 葉偉信
- 2000 - Lavender (薰衣草)- as Chow Chow
- 2001 - Comic King (漫畫風雲)- as 武雲
- 2001 - Feel 100% II (百分百感覺II)- as Jerry
- 2001 - Cop Shop Babes (靚女差館)- as 生啤
- 2001 - Visible Secret (幽靈人間)- as Peter
- 2001 - Funeral March (常在我心)- as 小段
- 2002 - Tiramisu (戀愛行星)- as Buddy
- 2002 - Frugal Game (慳錢家族)- as 徐少俠
- 2002 - Visible Secret 2 (幽靈人間II鬼味人間)- as 郭積
- 2002 - If U Care (賤精先生)- as 張俊輝
- 2002 - Demi-Haunted (魂魄唔齊)- as 路初八
- 2002 - Golden Chicken (金雞)- as 小鋼炮
- 2003 - 1:99 (1:99電影行動)
- 2003 - Naked Ambition (豪情)- as 忠
- 2003 - Hidden Track (Cameo only) (尋找周杰倫) (客串)
- 2004 - Enter the Phoenix (大佬愛美麗)- as Sam
- 2004 - Love Battlefield (愛．作戰)- as 張家銳
- 2004 - Heat Team (重案黐孖Gun)- as 王啟聰
- 2005 - Crazy N' The City (神經俠侶)- as 陳俊傑
- 2007 - The Pye-Dog (野.良犬)- as 陳滿堆
- 2007 - Hooked on You (每當變幻時)- as 魚佬
- 2007 - Brothers (兄弟)- as 譚仲舜
- 2007 - Trivial Matters (破事兒)- as "做節"男友
- 2008 - Lost Indulgence (秘岸)- as 小易
- 2008 - Lady Cop & Papa Crook (大搜查之女)- as 霍青松
- 2009 - I Corrupt All Cops (金錢帝國)- as 陳細九
- 2009 - Strawberry Cliff
- 2010 - Dream Home (維多利亞一號)- as 鄭麗嫦男友
- 2010 - Lover's Discourse
- 2010 - Strawberry Cliff
- 2011 - Mr. and Mrs. Single
- 2011 - Love in Space
- 2011 - East Meets West 2011
- 2011 - Strawberry Cliff (贖命) as Darren
- 2014 - Golden Chicken 3
- 2015 - 12 Golden Ducks
- 2015 - Office
- 2016 - See You Tomorrow
- 2017 - Our Shining Days (閃光少女)